# Église Saint-Martin de Nonancourt
L'église Saint-Martin est une église catholique située en Normandie à Nonancourt, en France.

## Localisation
L'église est située dans le département français de l'Eure, sur la commune de Nonancourt. Contrairement à la quasi-totalité des paroisses de l'Eure qui dépendent du diocèse d'Évreux, la paroisse de Nonancourt est rattachée au diocèse de Chartres.

## Historique
La première mention de l’existence de l’église Saint-Martin de Nonancourt est une charte du XIIe siècle mais l’édifice primitif devait dater du VIIe ou VIIIe siècle. La tour-clocher qui occupe aujourd’hui le milieu de la façade date des reconstructions de 1204. Pendant la guerre de Cent Ans, l’église est en grande partie détruite comme de nombreux édifices de la région. Les bas-côtés, la nef et le chœur sont donc reconstruits au XVIe siècle. On y ajoute également la chapelle de la Vierge, dite aussi chapelle du Rosaire.
L’église Saint-Martin contient de nombreux objets d’art dont certains sont classés : un mobilier néo-gothique et renaissance avec la pièce maîtresse, la chaire à prêcher, véritable dentelle de bois ; une statuaire variée, un buffet d'orgue du XVIe siècle et enfin une énigmatique fresque découverte lors des récents travaux en 2001. Les vitraux de l’église constituent un ensemble tout à fait remarquable tant par leur nombre (26 au total) que par leur qualité. Les verrières basses de la nef sont les plus anciennes pièces, elles datent des années 1500, tandis que les verrières hautes datent des années 1520-1530.
L'édifice est classé au titre des monuments historiques en 1975.

## Personnalités liées à l'église

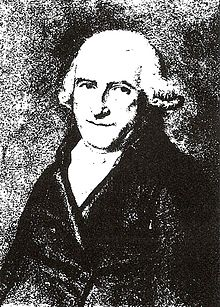
Portrait de Jacques-Gabriel Jan d'Hauteterre (1746-1808).

- Jacques Gabriel Jan d'Hauteterre (1746-1808), avocat né à Nonancourt, administrateur et homme politique français, maire de La Madeleine-de-Nonancourt, a été baptisé dans l'église Saint-Martin le 22 janvier 1746.
- Louis-François Beffara (1751-1838), commissaire de police et écrivain français né à Nonancourt, a été baptisé dans l'église Saint-Martin le 24 août 1751.
- Pierre-Marie-Théodore Choumara (1787-1870), militaire français né à Nonancourt, officier du Génie militaire, a été baptisé dans l'église Saint-Martin le 11 février 1787.

## Galerie

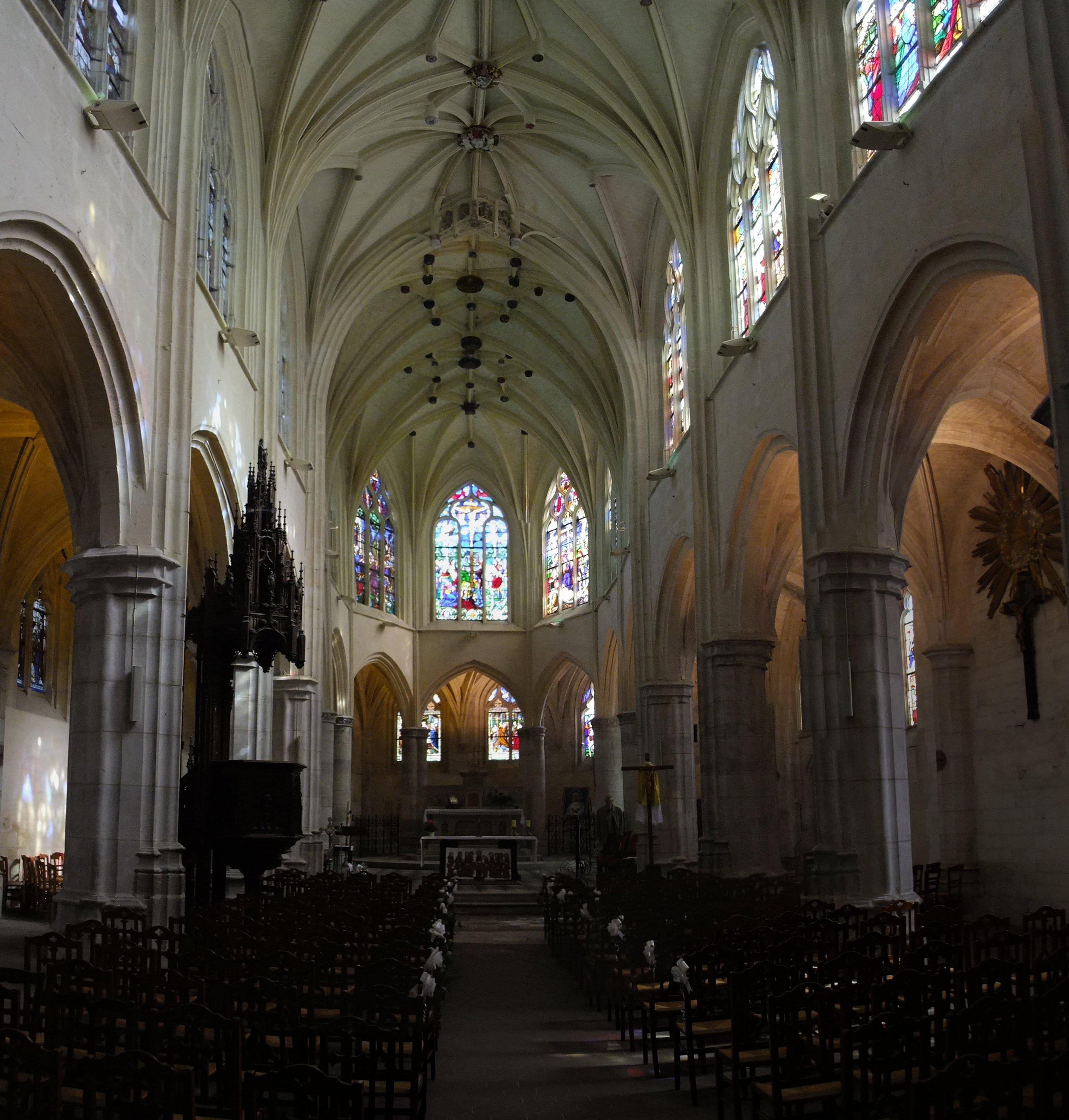
Nef
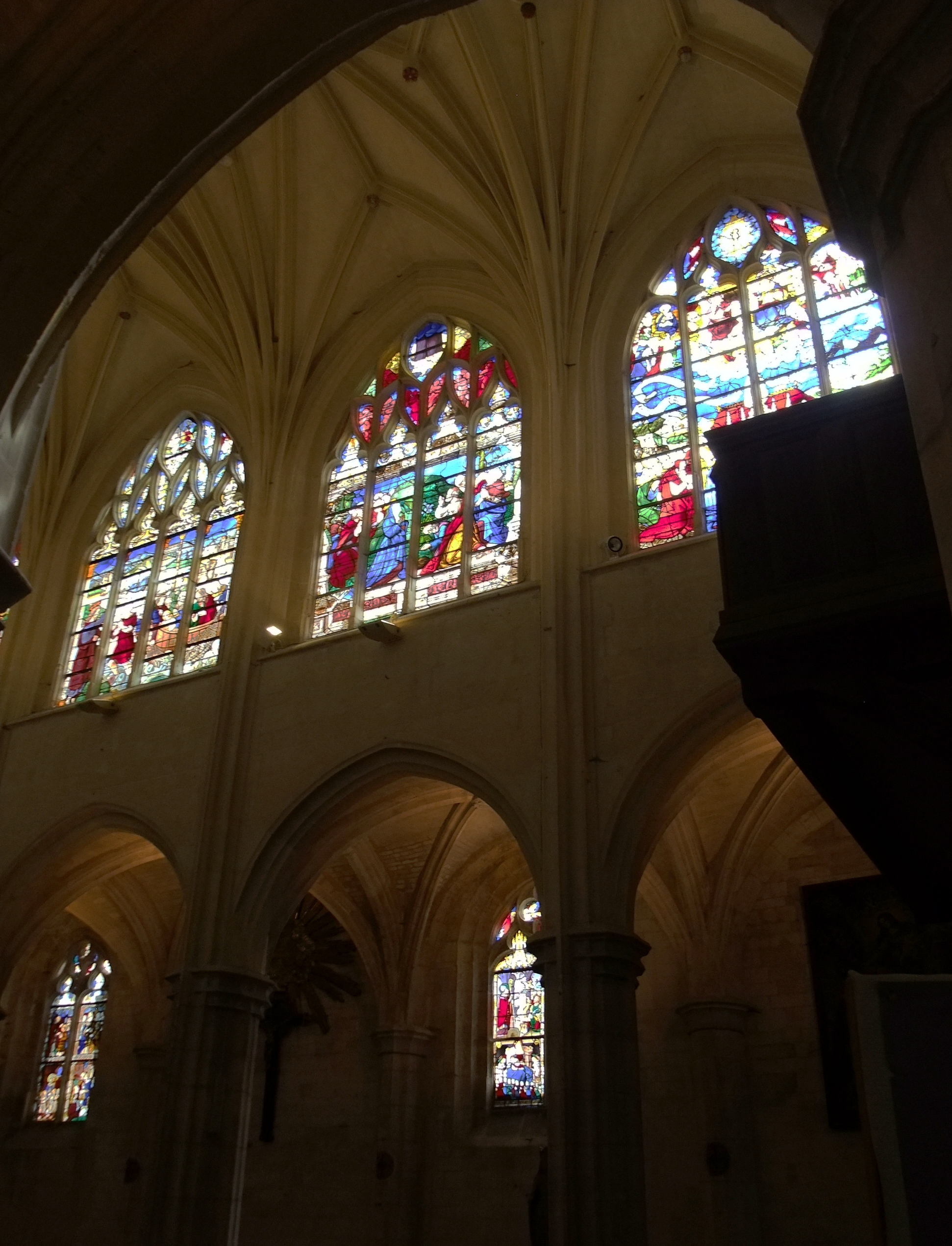
Vitraux